# Скрозникова, Анна Валерьевна
Анна Валерьевна Скрозникова (род. 2 октября 1995, Чебаркуль, Челябинская область) — российский государственный и политический деятель. Депутат Государственной Думы Федерального собрания Российской Федерации VIII созыва с 29 марта 2023 года.

## Биография
Анна Валерьевна Скрозникова родилась 2 октября 1995 года в Чебаркуле Челябинской области.
В 2017 году окончила Челябинский государственный университет по специальности «лингвистика», после университета работала учителем.
После образования в 2020 года политической партии «Новые люди» стала её членом.
В 2021 году стала кандидатом на выборах в Государственную Думу VIII созыва от Челябинской области.
На момент выдвижения занимала должность руководителя структурного подразделения детского оздоровительного комплекса «Уральская березка», принадлежащего ПАО «Челябинский металлургический комбинат».

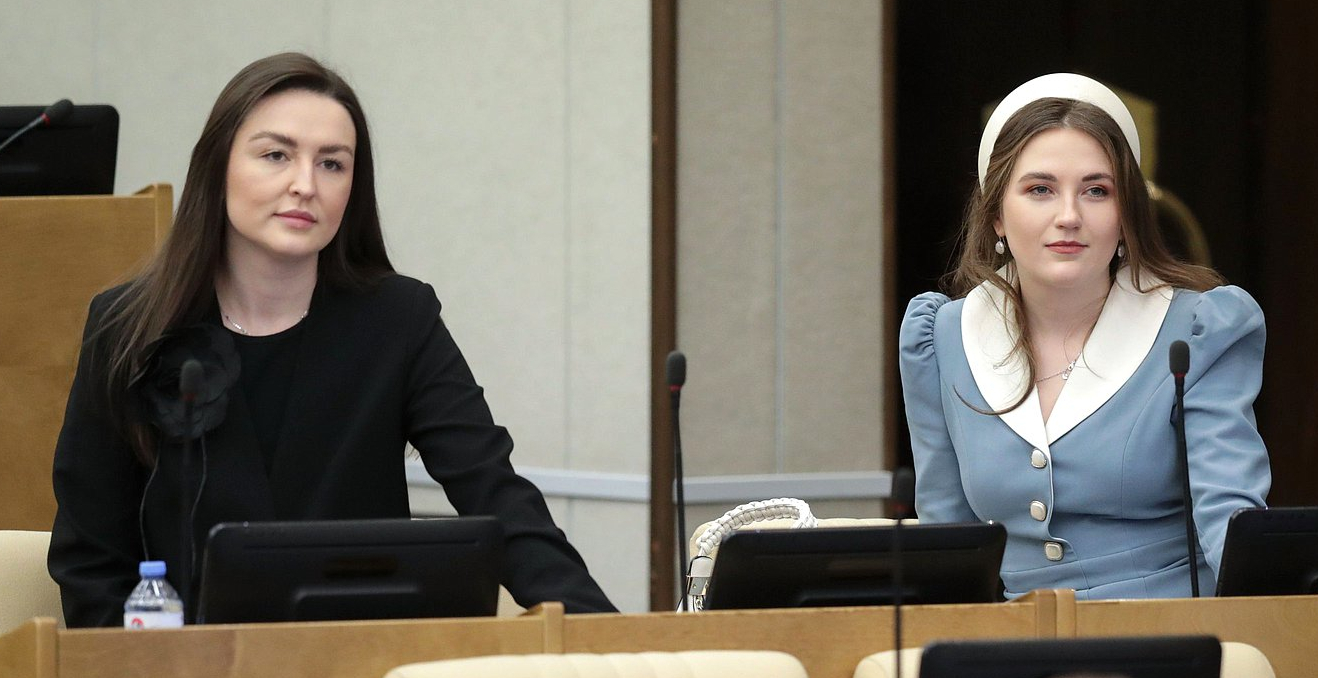
Депутаты ГД РФ Анна Скрозникова (слева) и Ксения Горячева во время пленарного заседания (27 февраля 2024)

Была выдвинута по федеральному округу (под четвёртым номером в составе региональной группы №35) и по Металлургическому одномандатному избирательному округу №190. В Госдуму не прошла: в одномандатном округе заняла 4-е место из 9 (6,67%), по итогам распределения мест по федеральному округу депутатский мандат не получила.
После проигрыша на выборах в Государственную Думу VIII созыва переехала в Ярославль.
29 марта 2023 года стала депутатом Государственной Думы России. Получила вакантный депутатский мандат Максима Гулина, который сложил полномочия досрочно в связи переходом на работу в Российское движение детей и молодёжи.